# 金俊昊 (速度滑冰运动员)
金俊昊（1995年10月9日—），韩国男子速度滑冰运动员，2019年世界单程距离速度滑冰锦标赛男子团体竞速赛银牌得主、2020年四大洲速度滑冰锦标赛男子500米和男子团体竞速赛金牌得主、2023年四大洲速度滑冰锦标赛男子团体竞速赛银牌得主和男子500米铜牌得主。